# 曼努埃尔·诺列加
曼努爾·安東尼奧·諾瑞嘉·莫雷诺（西班牙語：Manuel Antonio Noriega Moreno，1934年2月11日—2017年5月29日），前巴拿馬最高領導人、政治人物，生於巴拿馬城，畢業於秘魯喬里奧斯軍事學院、中華民國國軍政工幹校遠朋班，早年為巴拿馬國民警衛隊情報軍官出身，1983年掌握政權，1990年向美軍投降。

## 生平

### 早年生涯
1934年出生在巴拿馬城一個窮苦帕爾多工人家庭。早年曾赴秘魯喬里奧斯軍事學院學習。畢業後回國參加國民警衛隊。1966年在美國北卡羅來納州的布拉格堡接受心理戰訓練。
1960年代，诺列加曾以巴拿馬軍官身份前往中華民國政工幹校（政戰學校）「遠朋班」接受訓練。1968年10月支持摯友青年軍官奥马尔·托里霍斯發動政變推翻阿努爾福·阿里亞斯·馬德里政府。1970年任國民警衛隊情報局長。1981年7月托里霍斯因飛機失事喪生，諾瑞嘉等最高司令部成員決定輪流擔任警衛隊司令。1982年3月任副參謀長兼情報局長。

### 掌握政权
1983年8月任國民警衛隊司令。9月他把國民警衛隊改為國防軍，成為巴拿馬實際領導人。
1983年诺列加迫使當時軍事領導人魯文·達里奥·帕雷德斯退休，自任巴拿馬國防軍總司令，實際掌握軍政大權。
1989年5月總統大選開票統計結果，反對黨聯合推舉之總統候選人吉列尔莫·恩达拉獲得選舉勝利，但是诺列加將軍宣布選舉無效。
1989年9月美國為了反制诺列加將軍，對巴國實行經濟制裁，12月15日诺列加將軍宣布與美進入戰爭狀態，自任國家元首。

### 美国干预与审判
1989年12月20日，美國總統老布希下令兩萬七千名美軍展開對巴拿馬代號「正義之師作戰」的軍事行動，推翻诺列加將軍的軍事政權，讓獲得選舉勝利的恩達拉得以就任總統。1989年，美国中央情报局通过藏有后门程序的克里普陀加密器对圣座国务院与巴拿马政府展开窃听行动，掌握了诺列加藏匿在聖座驻巴拿马大使馆内的信息。
诺列加將軍於1990年1月3日向美軍投降，結束巴國21年軍人統治。這場戰爭造成约兩千人死亡，包括巴拿馬軍人及一般平民，但成功推翻未經選舉就自任國家元首的诺列加將軍。
诺列加將軍被逮捕後，即被帶往美國邁阿密以走私毒品和敲詐勒索的罪名接受審訊；邁阿密法庭在1992年判诺列加40年有期徒刑，後來減為30年，由於他在獄中表現良好再次縮短刑期，而在2007年9月9日出獄。值得一提的是，他亦在1991年被指透過香港國際商業信貸銀行開設戶口，以進行清洗黑錢，而這亦是導致國商行被香港政府於同年7月17日下令清盤的導火線。
2010年4月26日，美國國務卿希拉里·罗德姆·克林顿簽署引渡命令，將诺列加引渡至法國，接受洗錢罪的審判。巴拿馬政府表示尊重美國的主權，但仍然希望將诺列加引渡回巴拿馬，服完他在巴拿馬被控違反人權罪的刑期。
2010年7月7日，法國法院根據1999年的缺席審判結果，以為哥倫比亞販毒集團洗錢的罪名，宣判诺列加七年有期徒刑。在法國銀行帳戶長期遭凍結的二百三十萬歐元，則被法院沒收。诺列加宣稱無罪，否認曾向哥倫比亞毒梟拿錢，並認為這項判決是遭到美國陷害，以防止他說出他與中情局合作的內幕。
2011年12月，諾列加被送回巴拿馬服刑。

### 离世
2017年3月，因腦溢血而動手術，術後陷入昏迷。2017年5月29日，因腦溢血昏迷而病逝，享壽83歲。諾列加的律師埃茲拉·安吉爾（Ezra Angel）表示，諾列加的葬禮為私人儀式，其他並未具體說明葬禮過程以及最後安葬的地方。最後根據小道消息表示，諾列加的遺體已在私人儀式中火化，骨灰由他的妻子保管。